# دهن کجی

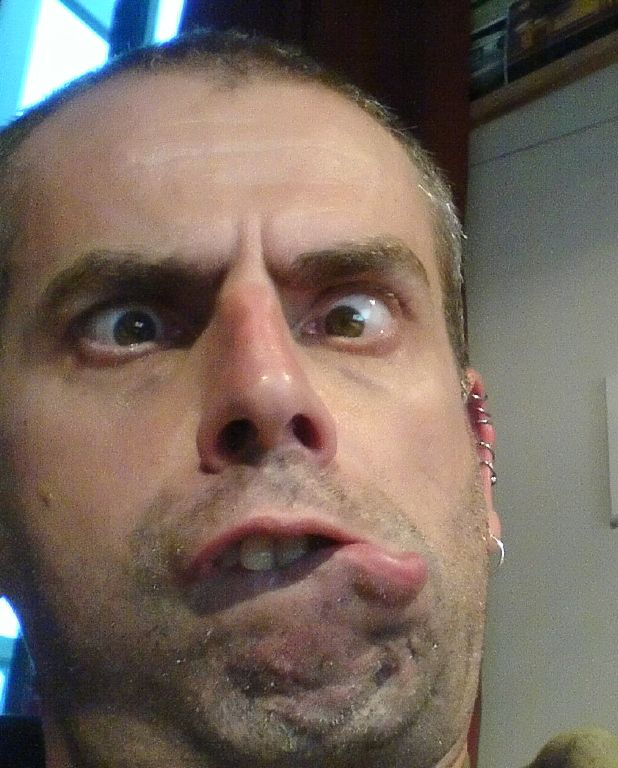
مردی در حال پوزخند زدن

دهن کجی عبارت است از انحراف صورت درگیر در ارتباط غیرکلامی. چه عمدی یا غیرارادی،دهن کجی یا گریم کردن می‌تواند هدفی طنزآمیز داشته باشد، اما می‌تواند تجلی درد یا احساسی باشد که سریع‌تر به این شکل بیان می‌شود.

## ریشه‌شناسی
گریماس از گریما فرانکی می‌آید (" ماسک ”) که از آن دو خط کلمه می‌آید، یکی به جادو مرتبط است (“ گریمور "،" گریمو ")، دیگری با حالات چهره (" آرایش کردن» , برای جبران) و آن را در انگلیسی گریم («غمگین ").

## نمایش‌ها

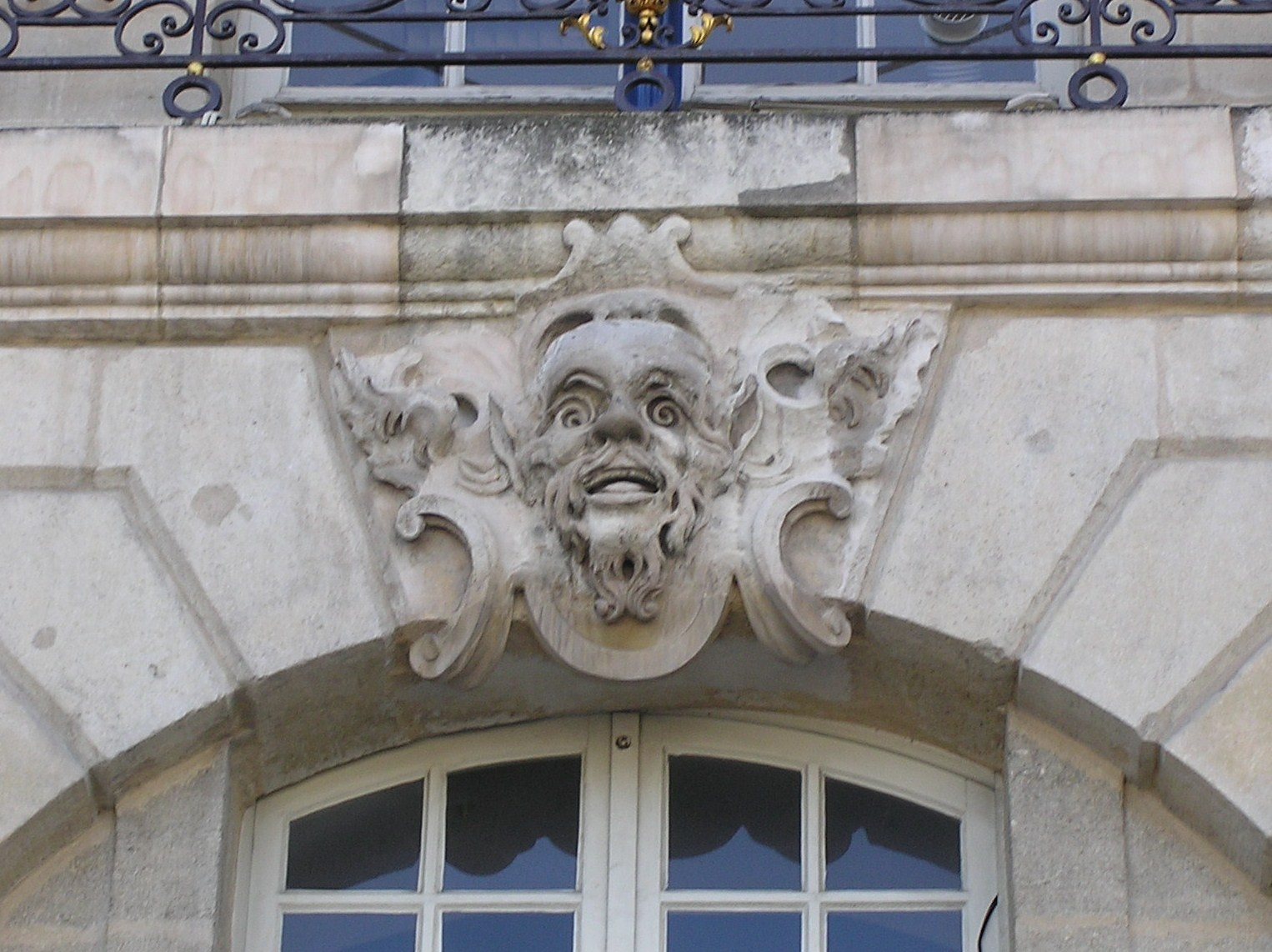
بوردو ماسکارون

در «۱۶۹۱ طبق گفته آگوستین-چارلز دواویلر، ماسکارون «سر باردار یا مضحک است که از روی تخیل ساخته شده است، مانند گریم که بر درها، غارها، فواره‌ها می‌گذارند .»

## تنوع

### حرکت ارادی

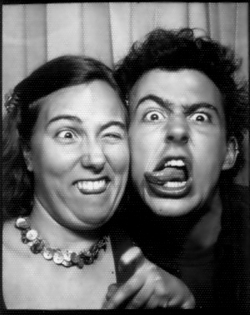
دهن کجی‌های عمدی یک زوج در غرفه عکس.

دهن کجی‌های عمدی برای تقویت یک پیام استفاده می‌شود، مانند برخی تمسخرها یا برای اثر کمیک وطنز آنها.
در برخی از بازی‌ها مانند ورق بازی، از توانایی چهره سازی بهره برده می‌شود: aluette یک بازی با ورق است که در آن جفت‌های شریک از طریق حالات چهره و دهن کجی با هم ارتباط برقرار می‌کنند.

### دهن کجی‌های خود به خود
اخم کردن به دلایل مختلفی می‌تواند غیرارادی باشد.
- دهن کجی نوعی تیک است: سوژه با تکرار، ابتدا در رویکردی معنادار، آن را در خود گنجانده و بدون اینکه خودآگاه بخواهد آن را وارد عمل می‌کند.

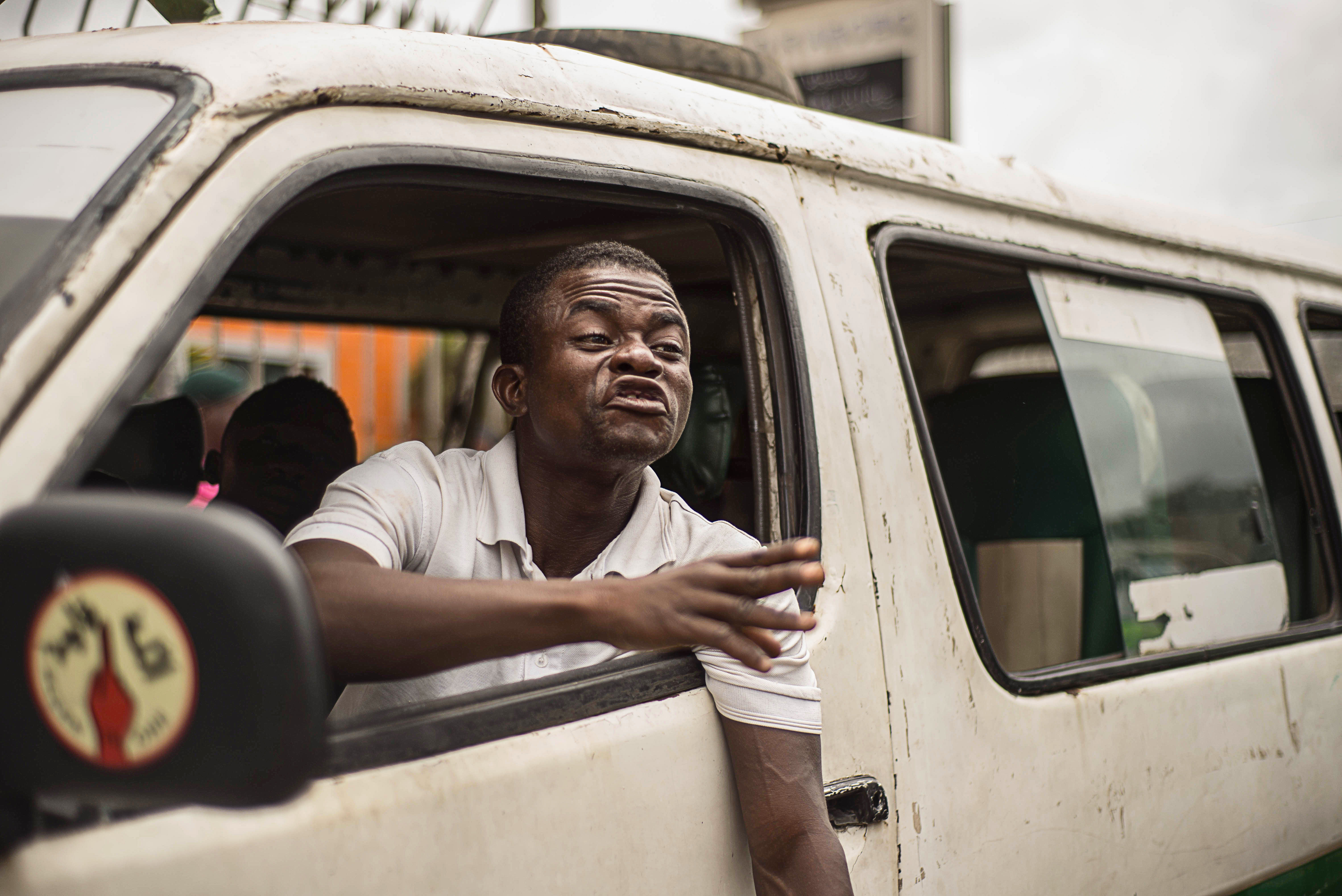
باربری ابیجان با استقبال مشتریان.

- یک حالت چهره «طبیعی» توسط همکار به عنوان یک دهن کجی درک می‌شود.

چندین نوع واکنش از طرف طرف مقابل ممکن است به دنبال داشته باشد.
- مخاطب، با بازی کردن با آن یا دیدن تکرار این دهن کجی، در نهایت آن را در کد اشاره ای خود، به همان شیوه تیک یا بیان زبان، وارد می‌کند.
- مخاطب پیام سوژه را اجباری، رفتاری، غیرطبیعی تفسیر می‌کند و احتمالاً آن را بلوف می‌داند.
- مخاطب به این حالت چهره زودگذر، ارزش توضیح پیامی را که زیربنای زبان‌های دیگر است، می‌دهد، و مانند لغزش زبان، آن را در نظر می‌گیرد (که می‌تواند به یک سوء تفاهم تبدیل شود یا نه).

## عبارات
- «(Faire la) soupe à la grimace ": comportement désagréable adopté en raison de contrariétés.
- «Ce n'est pas au vieux singe qu'on apprend à faire la grimace ": ne pas s'en laisser conter, sachant fort bien par expérience ce qu'il convient de penser ou de faire.

## مسابقه گریماس

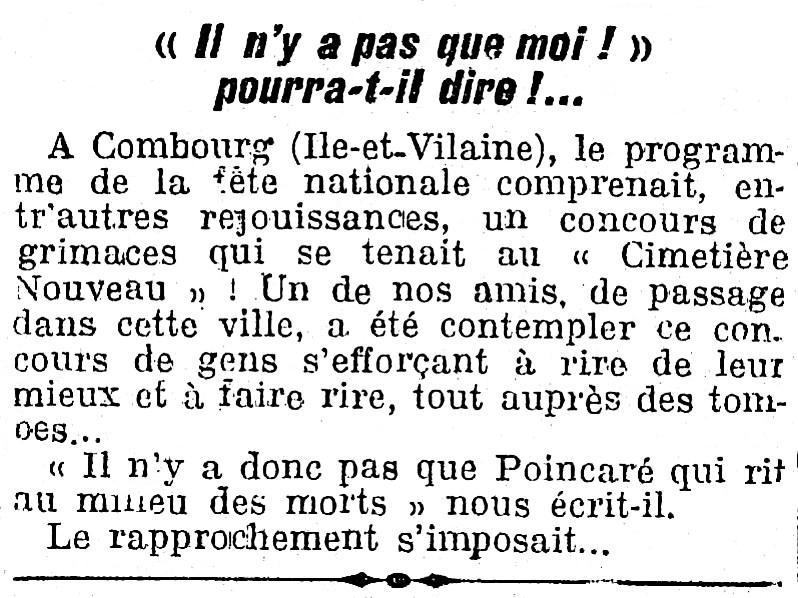
مسابقه گریماس در کومبورگ،.

در منطقه جشن، مسابقات دهن کجی سازماندهی شده است.

## ضمیمه‌ها

### مقالات مرتبط
- صورت
- حالت چهره
- چشمک بزن
- تظاهر کردن
- عادت
- ماسکارون